# Chester (Nou Hampshire)
Chester és una població dels Estats Units a l'estat de Nou Hampshire. Segons el cens del 2007 tenia 4.712 habitants.

## Demografia
Segons el cens del 2000, Chester tenia 3.792 habitants, 1.214 habitatges, i 1.011 famílies. La densitat de població era de 56,5 habitants per km².
Dels 1.214 habitatges en un 45% hi vivien nens de menys de 18 anys, en un 73,3% hi vivien parelles casades, en un 6,6% dones solteres, i en un 16,7% no eren unitats familiars. En l'11,8% dels habitatges hi vivien persones soles el 4,3% de les quals corresponia a persones de 65 anys o més que vivien soles. El nombre mitjà de persones vivint en cada habitatge era de 3,09 i el nombre mitjà de persones que vivien en cada família era de 3,38.
Per edats la població es repartia de la següent manera: un 31% tenia menys de 18 anys, un 6,3% entre 18 i 24, un 32,1% entre 25 i 44, un 24,6% de 45 a 60 i un 6,1% 65 anys o més.
L'edat mediana era de 36 anys. Per cada 100 dones de 18 o més anys hi havia 94,4 homes.
La renda mediana per habitatge era de 68.571$ i la renda mediana per família de 75.092$. Els homes tenien una renda mediana de 44.056$ mentre que les dones 35.382$. La renda per capita de la població era de 23.842$. Entorn del 3,4% de les famílies i el 5% de la població estaven per davall del llindar de pobresa.